# Morgan Griffith
Howard Morgan Griffith, né le 15 mars 1958 à Philadelphie, est un homme politique américain. Membre du Parti républicain, il est élu de Virginie à la Chambre des représentants des États-Unis depuis 2011.

## Biographie
Morgan Griffith étudie au Emory & Henry College (en) et à la faculté de droit de la Washington & Lee University avant de devenir avocat.
Entre 1986 et 1994, il préside à plusieurs reprises le comité républicain de Salem. En 1994, il est élu à la Chambre des délégués de Virginie.
Griffith se présente à la Chambre des représentants des États-Unis en 2010. Dans le 9e district, il bat le démocrate sortant Rick Boucher (en) en rassemblant 51,2 % des voix contre 46,4 % pour Boucher. Il est réélu avec 61,3 % des voix en 2012 et 72,1 % en 2014 face à un indépendant.